# Фогелар, Карел ван
Карел ван Фогелар, или Карел де Фогелар, по прозванию Дистелблум (Цветок чертополоха; нидерл. Karel van Vogelaer, Carel de Vogelaer, Distelbloem; 1653, Маастрихт — 8 августа 1695, Рим) — голландский живописец, мастер натюрморта из Маастрихта, в основном работавший в Италии, где был известен как «Карло деи Фиори» (итал. Carlo dei Fiori — Цветочный Карл). Он прославился сложными барочными натюрмортами из цветов, часто с фигурами, нарисованными другими художниками.

## Биография
Карел Фогелар родился в Маастрихте в семье Питера де Фогелара, который также был художником. С 1668 года Карел путешествовал по Франции, посетил Лион. Позже, около 1671 года, он переехал в Рим. Впервые упоминается в 1675 году в записях общества «Перелётные птицы» (нидерл. Bent vogels — перелётные птицы, или нидерл. Bentvueghels — «птицы пера») — сообщества, или «братства», иностранных художников, прибывавших в католический Рим из северных стран (главным образом из Нидерландов и Германии).
Когда Карел присоединился к обществу, как сообщает в своей книге Арнольд Хоубракен, он, согласно его правилам, взял себе новое, «кривое» имя «Дистелблум», что означает «Цветок чертополоха». Его лучшими друзьями были Луиджи Гарци, Джованни Баттиста Гаулли и Карло Маратта, позднее Франц Вернер Тамм из Гамбурга, с которыми он часто сотрудничал. Oн также получал заказы от Арканджело Корелли и Контестабиле Колонна.
В Риме в середине 1680-х годов Карел де Фогелар жил в одном доме с другим фламандским художником Антони Схоньянсом на Виа Маргутта. К 1686 году он переехал на Виа дель Бабуино.
Фогелар создал много живописных произведений в сотрудничестве с другими известными художниками, своими друзьями, такими как Карло Маратта, Луиджи Гарци, Джованни Баттиста Гаулли, Антони Схоньянс, Филиппо Лаури и Марио Нуцци. Фогелар скончался в Риме в возрасте сорока двух лет.

## Галерея

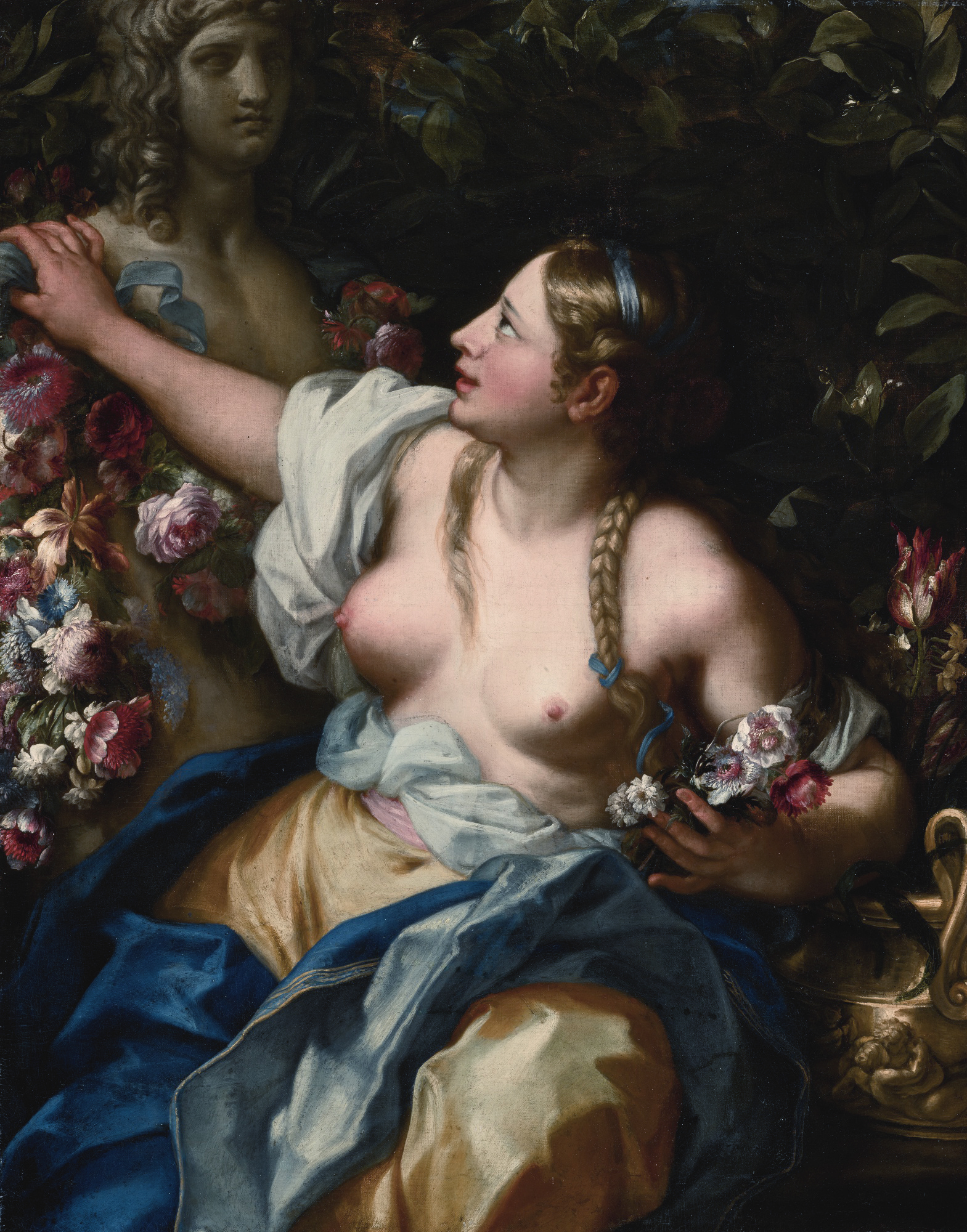
Совместно с К. Маратта. Портрет молодой женщины в образе Флоры. До 1695. Холст, масло. Частное собрание
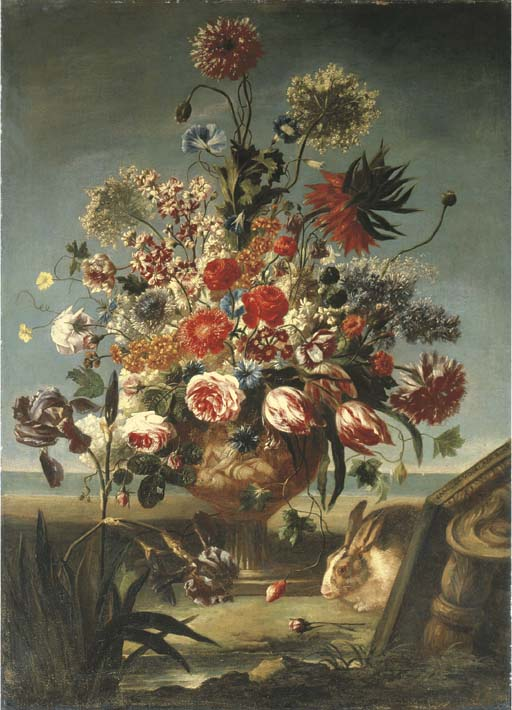
Цветы в вазе и кролик. Ок. 1675. Холст, масло. Частное собрание
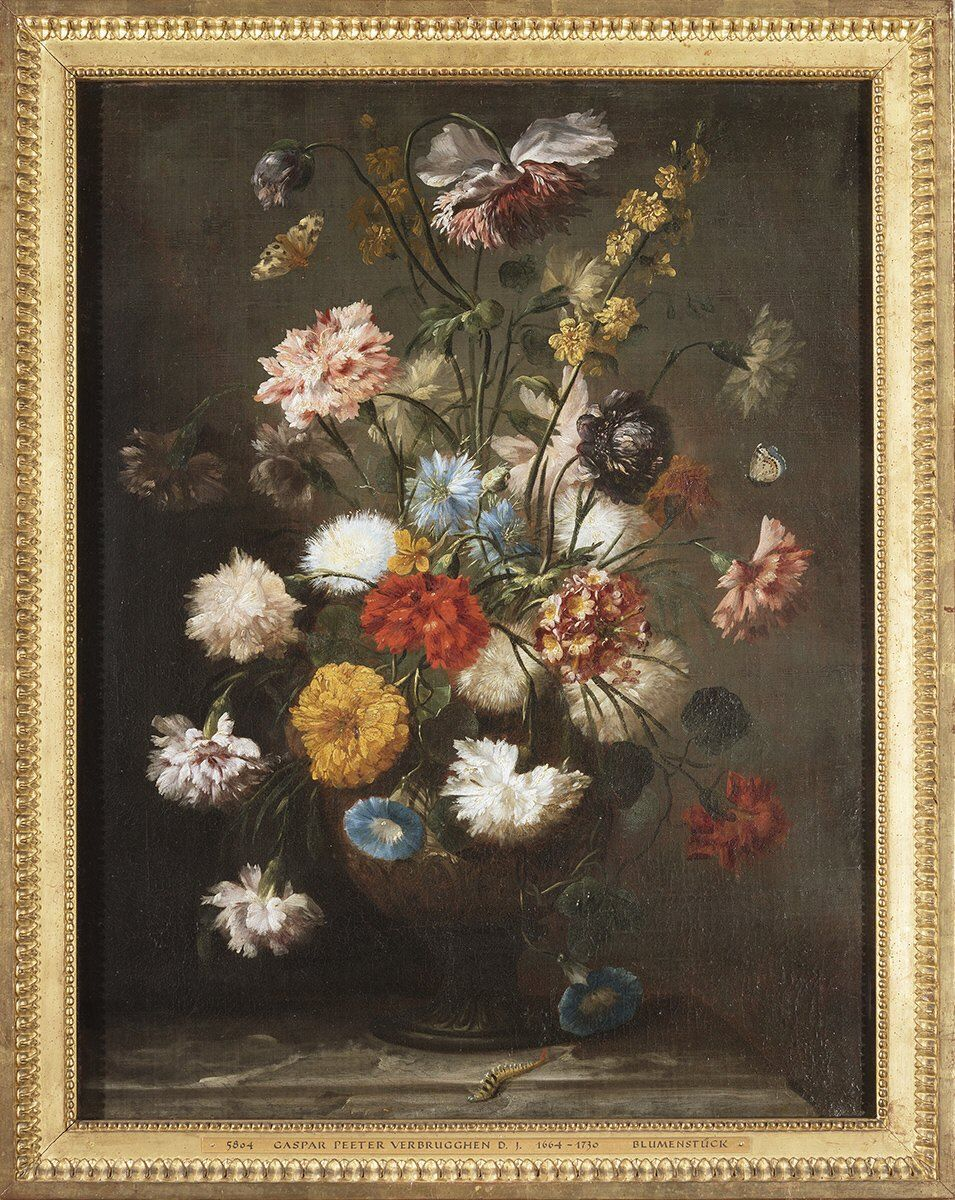
Цветы. Между 1653 и 1695. Баварские государственные собрания картин, Мюнхен
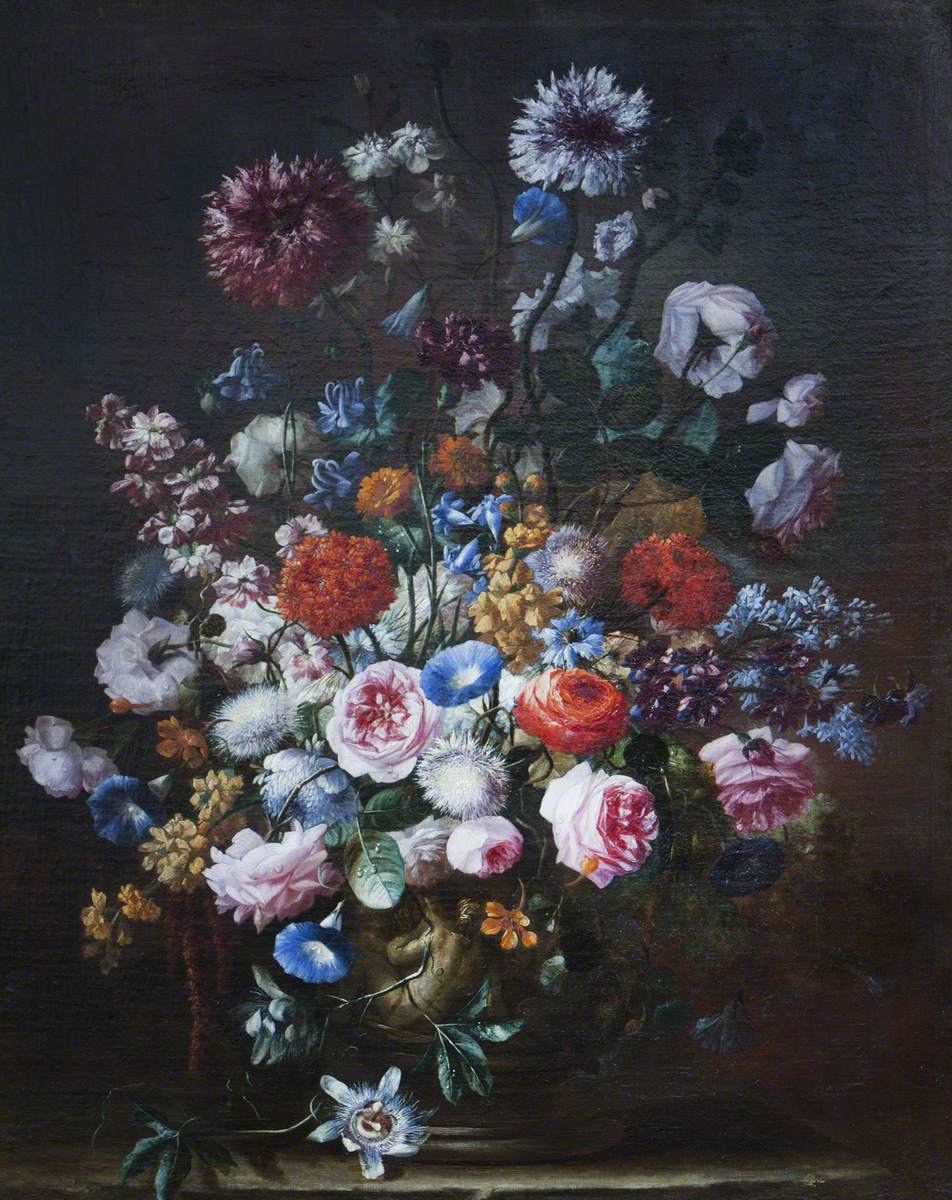
Натюрморт с цветами. Между 1673 и 1695. Холст, масло. Национальный фонд, Великобритания
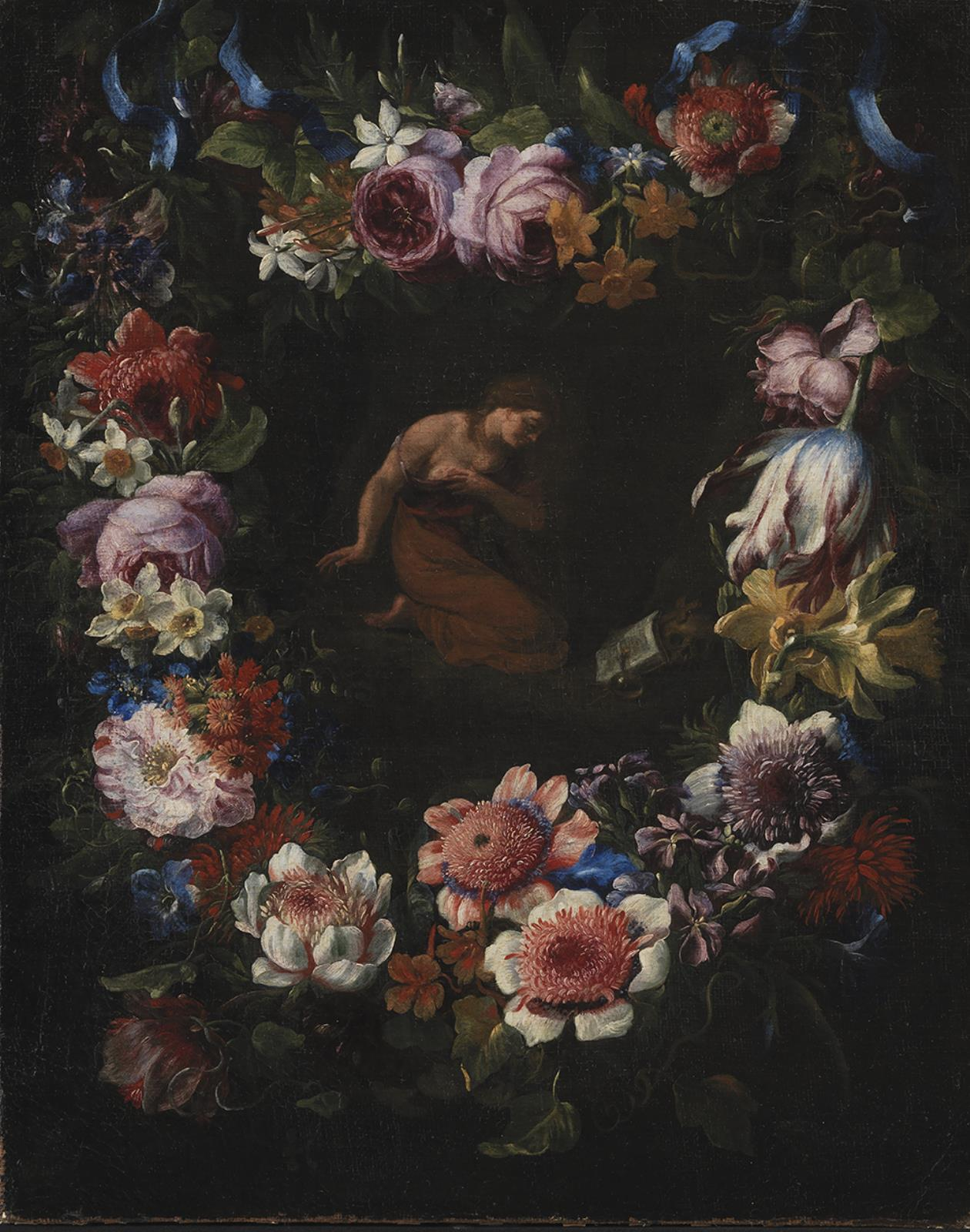
Венок цветов. Между 1668 и 1695. Холст, масло. Государственный музей искусств, Копенгаген